# Jennings County
Jennings County is een county in de Amerikaanse staat Indiana.
De county heeft een landoppervlakte van 977 km² en telt 27.554 inwoners (volkstelling 2000). De hoofdplaats is Vernon.

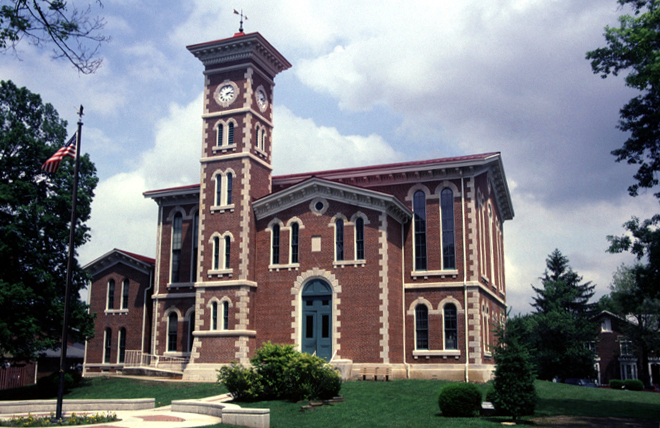
Jennings County Courthouse